# Origami Angel
Origami Angel is een Amerikaanse rockband uit Washington D.C., bestaande uit zanger en gitarist Ryland Heagy en drummer Pat Doherty.

## Geschiedenis
Het duo ontmoette elkaar eind 2015, toen Heagy en een vriend Doherty na een show in Archie Edwards' Barbershop in Washington D.C. vroegen om zich bij hun band Idle Empire aan te sluiten, waarop hij accepteerde. Idle Empire liep uiteindelijk spaak, maar Heagy en Doherty kwamen later samen in Origami Angel en brachten hun debuut ep getiteld Quiet Hours uit via Chatterbot Records. De band volgde deze release op met een andere ep in 2018 getiteld Doing The Most. In 2019 bracht het duo een Pokémon-gethematiseerde ep uit getiteld Gen 3.
Origami Angel's debuutalbum, Somewhere City werd uitgebracht op 15 november 2019 en oogstte lof van critici en fans. Pitchfork gaf het album een over het algemeen positieve score van 7,0. Ian Cohen zei dat "Origami Angel het nooit langer dan vijf seconden laat afweten, afgezien van de twinkelende arpeggio's die dienen als setting van Somewhere City's introductiescène... Somewhere City is een verkwikkende plek om een half uurtje door te brengen, maar Origami Angel zou er goed aan doen de duisternis aan de rand van de stad te verkennen." Leor Galil van Chicago Reader complimenteerde de energie van het album en zei: "Heagy en Doherty gebruiken hun instrumentale vaardigheden om flamboyante, soms speelse partijen te verwerken in nette, met hooks gevulde nummers, waardoor emotionele resonantie wordt gegeven aan wat anders zou kunnen lijken op louter atletische vertoningen."
Op 25 maart 2021 kondigde de band hun tweede dubbelalbum Gami Gang aan, en de volgende dag verscheen de leadsingle "Neutrogena Spektor". Gami Gang verscheen op 30 april 2021 onder het label Counter Intuitive Records, met over het algemeen positieve recensies die overeenkomen met die van Somewhere City, en kreeg een positieve score van 7,3 van Pitchfork.

## Bezetting
- Ryland Heagy - zang, gitaar, bass
- Pat Doherty - drums

## Discografie

### Albums
| Jaar | Titel              | Details                                                                                         |
| ---- | ------------------ | ----------------------------------------------------------------------------------------------- |
| 2019 | Somewhere City     | - Releasedatum: 15 november 2019 - Formaat: CD, LP, Digitaal - Label: Counter Intuitive Records |
| 2021 | Gami Gang          | - Releasedatum: 30 april 2021 - Formaat: CD, LP, Digitaal - Label: Counter Intuitive Records    |
| 2023 | The Brightest Days | - Releasedatum: 16 juni 2023 - Formaat: CD, LP, Digitaal - Counter Intuitive Records            |

### Ep's
| Jaar | Titel                         | Details |
| ---- | ----------------------------- | --- |
| 2017 | Quiet Hours                   | - Releasedatum: 24 april 2017 - Formaat: Cassette, CD, LP, Digitaal - Label: Chatterbot Records                              |
| 2018 | Doing The Most                | - Releasedatum: 6 juli 2018 - Formaat: Cassette, CD, LP, Digitaal - Label: Chatterbot Records                                |
| 2019 | Holy Split                    | - Met Commandant Salamander - Releasedatum: 11 januari 2019 - Formaat: Cassette, Digitaal - Label: Counter Intuitive Records |
| 2019 | Gen 3                         | - Releasedatum: 31 mei 2019 - Formaat: Cassette, LP, Digitaal - Label: Counter Intuitive Records                             |
| 2020 | Origami Angel Broke Minecraft | - Remix album - Releasedatum: 24 april 2020 - Formaat: LP, Digitaal - Label: Counter Intuitive Records                       |
| 2022 | Re: Turn                      | - Releasedatum: 30 september 2022 - Formaat: Digitaal - Label: Counter Intuitive Records                                     |
| 2022 | Depart                        | - Releasedatum: 3 oktober 2022 - Formaat: Digitaal - Label: Counter Intuitive Records                                        |

### Singles
| Jaar | Titel                         | Album          |
| ---- | ----------------------------- | -------------- |
| 2017 | Hey There                     | Quiet Hours    |
| 2017 | Mark My Words                 | Quiet Hours    |
| 2019 | 24 Hr Drive-Thru              | Somewhere City |
| 2019 | Doctor Whomst                 | Somewhere City |
| 2020 | Jazzy Whomst                  | Geen album     |
| 2021 | Neutrogena Spektor            | Gami Gang      |
| 2021 | Greenbelt Station             | Gami Gang      |
| 2021 | Footloose Cannonball Brothers | Gami Gang      |
| 2021 | Blanket Statement             | Gami Gang      |